# 真里子とひかるのチャレンジ学園シリーズ
真里子とひかるのチャレンジ学園シリーズ（まりことひかるのチャレンジがくえんシリーズ）は、1988年10月10日から1990年4月6日まで文化放送で放送されていたラジオ番組のシリーズ。パーソナリティは吉田真里子と西田ひかる。「真里子とひかるのチャレンジ学園夢計画」（ - ゆめけいかく　1988年10月10日 - 1989年4月7日）、「真里子とひかるのチャレンジ学園放送局」（ - ほうそうきょく　1989年4月16日 - 1989年10月1日）、「真里子とひかるのチャレンジ学園まりかるクラブ」（1989年10月9日 - 1990年4月6日）と改編ごとにタイトルを変えて放送されていた。本項ではこれら全てについて説明。福武書店（現・ベネッセコーポレーション）・進研ゼミの一社提供。

## 概要
架空の新設校「若葉学園」を、吉田真里子と西田ひかるの二人を設立プロデューサーとして四谷夢番地1134丁目に作ろうということが「夢計画」スタート当初の番組テーマ。リスナーからはそれについて学園設立にあたっての理想のアイデア、今通っている学校についての面白いエピソードや悩みなどを募集し、それに二人がじっくり聞いてくれるコーナーがあった。本番組の構成作家は内田英一。
「 - 夢計画」としてスタートした時は、ナイターオフ期限定ワイド番組『15はドキドキ ピンクコング』内のフロート番組として放送。プロ野球シーズンに入り文化放送ライオンズナイターが始まってピンクコングが一時終了した1989年4月からは日曜日午前10:30枠に移って「 - 放送局」と改題、1989年10月からは再び『ピンクコング』内のフロート番組となり「 - まりかるクラブ」と改題した。
「夢計画」スタート当初から番組のイベントが多く、1989年2月15日には太宰府天満宮に番組を通じて参拝を行った吉田と文化放送アナウンサーの太田英明が『ピンクコング』をネットしていた九州朝日放送から放送、1989年2月末には西田が群馬県の浅間スキー場へ出掛けて現地から公開録音を行った。
リスナーの男女比は5対5と半々で、届くはがきの枚数は最低でも週に約500枚、しかも一人で複数出す人は皆無に近かったという。はがきが採用されたリスナーには、最初は吉田と西田二人のサイン入り名刺を二枚セットで、後に番組特製スタッフ用Tシャツ、「ON AIR ステッカー」「DJテレカ」などをノベルティとして贈っていた。

## 主なコーナー

### 「チャレンジ学園夢計画」
理想の学園のアイデア（月曜）
おかしなクラブ活動（火曜）
おもしろい先生紹介（水曜）
指令にチャレンジ（木曜）
- ジョギングしながらおしゃべり、吉野家の店内からトークなど、二人がリスナーからの指令に従って行動[3]。

普通のはがき・お便り紹介（金曜）

### 「チャレンジ学園放送局」
クイズ・なるほど・ザ・国語辞典
- ある言葉の意味を出題し、そこからその単語を当てる、リスナー参加の勝ち抜きクイズ。1989年の夏休み中には、中学生3人1組を対象とした夏休みスペシャルを開催[8]、1989年8月17日には文化放送本社（四谷）内第5スタジオにて『グランドチャンピオン大会』が公開録音イベントとして行われた[9]。なお、「 - まりかるクラブ」の1989年10月以降も『クイズ・続・な～るほど・ザ・国語辞典』として継続[10]。

日曜サスペンス劇場
- 「 - 放送局」時代、1989年7月からのコーナー。リスナーから寄せられた、コーナータイトルに関係無くギャグがふんだんに使われたショートショート作品を吉田と西田の二人が演じていた[9]。

真里子とひかるのタレント・クローク
- ゲストを迎えてのコーナー[7]。

### 「チャレンジ学園まりかるクラブ」
まりかる企画室（月曜）
- ノベルティなど、リスナーと一緒になって色々なアイデアを募集[10][6]

まりかる名曲ストーリー（月曜）
- ある一曲から連想されるストーリーやポエムをリスナーから募集、選ばれた作品を二人のミニラジオドラマで紹介[10][6]。

チャレンジレポート（火曜）
- 二人がデンスケを担いで外に出て、色々なレポートを放送[10]。

チャレンジ実験室（火曜）
- 「チャレンジレポート」とは逆にスタッフが外に出て色々な所から拾って来た話題を基にクイズを作り、それに二人が答えていた[10]。

まりかる笑ってしまうまランド（水曜）
- リスナー作のギャグはがきを紹介[10][6]。

クイズ・続・な～るほど・ザ・国語辞典（木曜）
- 「 - 放送局」時代からの継続コーナー。内容は上記、#「チャレンジ学園放送局」の節を参照[10][6]。

真里子の部屋／ひかるの部屋（金曜）
- 吉田と西田が週替わりで一人で出演するフリートークのコーナー[10][6]。

## 放送時間
「チャレンジ学園夢計画」「チャレンジ学園まりかるクラブ」
- 月曜 - 金曜 20:15 - 20:25（JST）
いずれも『15はドキドキ ピンクコング』内のフロート番組。なおピンクコングは九州朝日放送でも全編同時ネットされていたため、この番組も放送されていた。

「チャレンジ学園放送局」
- 日曜 10:30 - 11:00（JST。ネット局は無し）